# Elezioni parlamentari in Lettonia del 2010
Le elezioni parlamentari in Lettonia del 2010 si tennero il 2 ottobre per il rinnovo del Saeima. In seguito all'esito elettorale, Valdis Dombrovskis, espressione di Unità, fu confermato Primo ministro, nell'ambito di un governo di coalizione con l'Unione dei Verdi e degli Agricoltori.

## Risultati
| Liste                                                           | Voti    | %     | Seggi |
| --------------------------------------------------------------- | ------- | ----- | ----- |
| Unità (JL - PS - SCP)                                           | 301 429 | 31,90 | 33    |
| Centro dell'Armonia (SDPS - LSP)                                | 251 400 | 26,61 | 29    |
| Unione dei Verdi e degli Agricoltori (LZS - LZP)                | 190 025 | 20,11 | 22    |
| Alleanza Nazionale (TB/LNNK - VL)                               | 74 029  | 7,84  | 8     |
| Per una Buona Lettonia (LPP/LC - TP)                            | 73 881  | 7,82  | 8     |
| Per i Diritti Umani nella Lettonia Unita                        | 13 847  | 1,47  | –     |
| Prodotto in Lettonia                                            | 9 380   | 0,99  | –     |
| Partito Ultimo                                                  | 8 458   | 0,90  | –     |
| Per una Repubblica Presidenziale                                | 7 102   | 0,75  | –     |
| Responsabilità - Alleanza Socialdemocratica di Partiti Politici | 6 139   | 0,65  | –     |
| Controllo del Popolo                                            | 4 002   | 0,42  | –     |
| Unione Democratica Cristiana                                    | 3 488   | 0,37  | –     |
| Partito "Daugava - Per la Lettonia"                             | 1 661   | 0,18  | –     |
| Totale                                                          | 944 841 | 100   | 100   |